# Narančasta
Narančasta boja:
- nastaje miješanjem sljedećih boja: crvena i žuta
- ima u RGB-u vrijednost (255, 128, 0) decimalno ili FF8000 heksadecimalno
- dobila je ime po voću naranča